# John William Godward
John William Godward (Wimbledon, Londres, 9 de agosto de 1861-Fulham Road, Londres, 13 de diciembre de 1922) fue un pintor británico cuya extensa producción, determinada por un extraordinario virtuosismo, coincide cronológicamente con el final del periodo prerrafaelita en Inglaterra.
Pero la llegada de nuevas corrientes estéticas al panorama plástico europeo harán de su figura «un imitador de Alma-Tadema, con el que a veces se confunde» (Christopher Wood. Victorian Painting, 1.ª ed.), «un pedante del pincel» o «el pintor de un mundo insípido de mujeres lánguidas sentadas en bancos de mármol».
Cabe mencionar en este sentido la posible existencia de una nota hallada, al parecer, junto a su cadáver y en la que el artista se lamenta de vivir en un mundo no lo bastante grande para él y un Picasso.
Sea como fuese, el éxito le asistió desde sus primeras muestras, lo que —si bien hay que tener en cuenta que sus obras no alcanzaron nunca las cuantías de las de Alma-Tadema u otros maestros de la generación precedente— le permitió vivir con cierto desahogo, pese a lo cual llevó una existencia que, sin duda, se puede calificar de sobria.
Su pintura, que se mantuvo prácticamente invariable a lo largo de toda su carrera, se caracteriza por un dibujo meticuloso, una precisión casi fotográfica en el tratamiento de los detalles y un colorido brillante y diáfano.
Aparecen en ella una serie de elementos iconográficos extraídos de otros autores de la época como los fondos de Alma-Tadema, el tratamiento de los ropajes de Frederic Leighton, las sencillas composiciones a base de uno o, a lo sumo, dos figuras de Albert Joseph Moore o las puestas en escena de Edward Poynter.

## Biografía

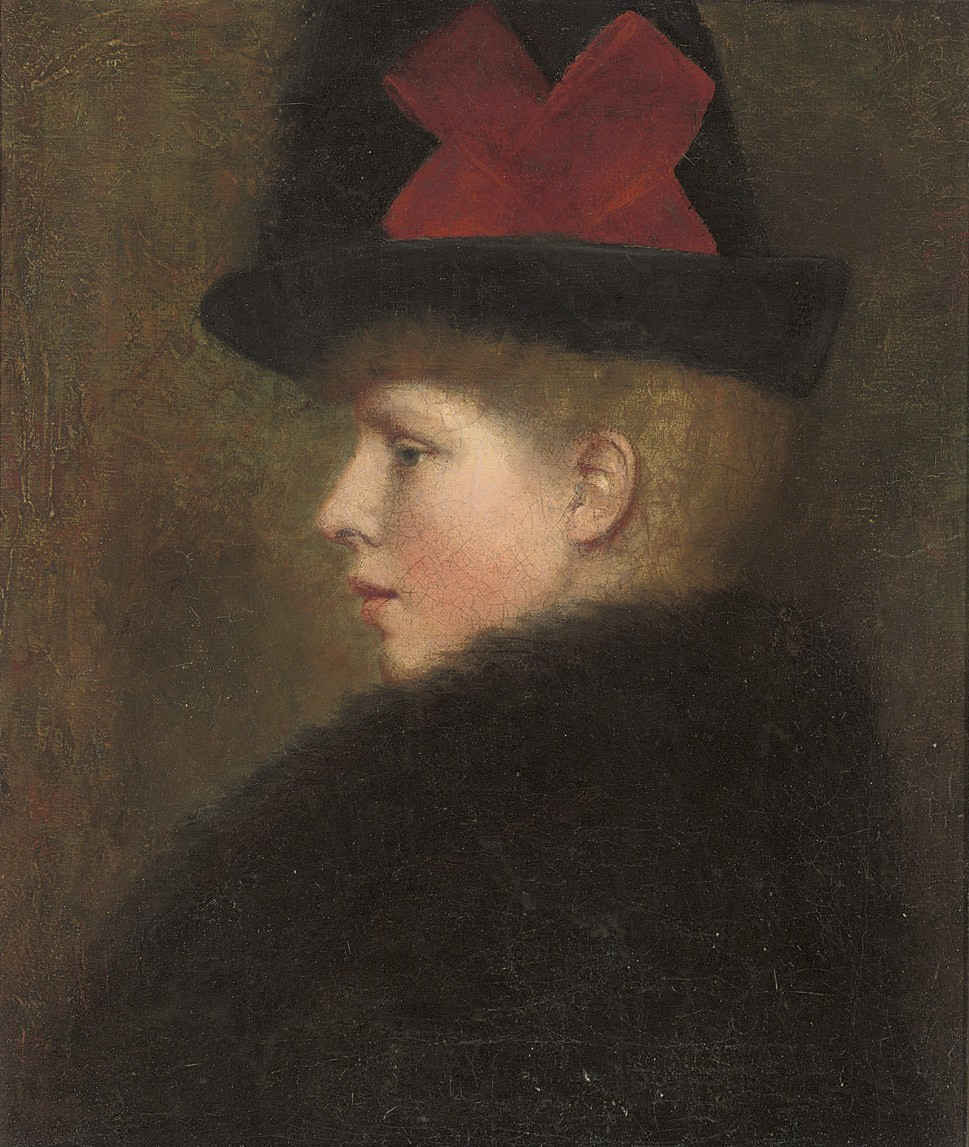
Mary Frederica Scott
(1866-1957), hermana del artista. 1883. 35,6 x 30,5 cm. Por el testamento del pintor, se sabe que donó todos sus cuadros a sus hermanos Alfred, Edmund, Charles Arthur y Mary Nin.

De familia adinerada, John fue bautizado en la iglesia anglicana de St. Mary de Battersea el 27 de octubre de 1861.
Parece que el carácter prepotente de su padre, junto a la educación demasiado rigurosa e inflexible recibida de su madre, harán del futuro pintor un ser tímido y solitario de por vida.

La madre de Godward era terriblemente severa y religiosa. Esto puede explicar el hecho de que casi nunca pintara desnudos; recurría a túnicas vaporosas de muy distintos colores.

De su etapa escolar, se sabe que sus notas no fueron nunca sobradamente satisfactorias, si bien tenía fama de ser «el artista del colegio». Incluso en la casa no veían con malos ojos su destreza para el dibujo, mientras se procuraba introducirlo en el mundo de los negocios (su padre era empleado bursátil en la Life Assurance Society de Londres) o colocarlo en el despacho de un arquitecto amigo de la familia.
Hacia 1877, Godward comienza a trabajar a las órdenes de su padre a la vez que en el citado taller de arquitectura donde, al cabo de dos años, el joven ha adquirido ciertos conocimientos de interiorismo y, sobre todo, aprendido a representar pictóricamente el mármol, lo que será decisivo en toda su obra posterior.
Etapa inglesa (c. 1880-1911)
Entre 1880 y 1882, estudia —a escondidas de sus padres— en las escuelas de Arte de Burlington House y St. John's Wood, relacionándose con artistas del momento como Alma-Tadema, Frederic Leighton, Edward Poynter o Albert Joseph Moore.
En 1887, participa en la muestra de verano de la Royal Academy of Arts, al parecer, animado por William Clarke Wontner y sus futuros colegas de Bolton Studios, cabiendo la posibilidad de que, anteriormente, hubiera presentado alguna otra obra que fuese rechazada. En este caso, la pieza expuesta fue A Yellow Turban, que pasó desapercibida.
No obstante, si se tiene en cuenta la profunda animadversión de sus padres hacia su incipiente vocación artística, el mero hecho de haber participado alentó a Godward a seguir concurriendo a sucesivas ediciones —lo que hará hasta 1905— e incluso marcharse del domicilio familiar y alquilar un taller en el n.º 19 de Bolton Studios, a finales de año.
En marzo de 1892, vende la obra titulada At the Garden Shrine por 75 libras, equivalentes a unos cuatro mil quinientos euros. Si el propio Godward la describe como «una pequeña pintura vertical», se trataría de una cantidad inusualmente elevada para los patrones de la época.
A partir de 1896, aparecen una serie de desnudos totales, de gran formato —según algunos especialistas, como medio de llamar la atención a fin de lograr su deseo de ser nombrado miembro de la Royal Academy of Arts—, lo que, en perjuicio de su obra, no hace sino aumentar sus dificultades a la hora de plasmar cabezas, pies o manos. Por el contrario, piezas de reducidas proporciones en las que suelen aparecer mujeres sugerentemente vestidas y que parecen constituir lo mejor de su producción serán expuestas en contadas ocasiones. Respecto a las primeras, destacan Campaspe (1896, 223,3 x 114,1 cm), Venus Binding her Hair (1897, 227,7 x 113,4 cm) o Venus at the Bath (1901, 172,1 × 61 cm), entre otras.
En cuanto a los títulos de las obras, si hasta entonces apenas unos pocos hacían referencia a mujeres de las mitólogías griega y romana, desde ese momento («Andrómeda», 1896; «Briseida»…) —evidentemente, de manera aleatoria—, su utilización se convertirá para el autor en una norma fija.
A finales de 1901, se produce la disolución de la sociedad artística fundada por Thomas Miller McLean y su socio, y cuyos fondos son sacados a subasta por la prestigiosa casa Christie's de Londres el 16 de noviembre de ese año. Entre las piezas de Godward, sobresale Gypsy (1897), que fue vendida por 29,8 libras.
De 1904, datan dos de sus mejores obras: una de las siete versiones conocidas de Dolce far niente (por la que más se ha pagado hasta ahora) e In the Days of Sappho (Getty Villa). En ambos casos, la modelo pudo ser la joven con la que vivirá en Italia desde 1911 y cuya identidad se ignora.
Sin duda, uno de los mayores entusiastas del trabajo de Godward en los años 90 fue Merton Russell-Cotes. Ya a finales de la década, había comprado Day dreams, de 1893, la primera versión de Dolce far niente, de 1897, cuatro piezas más… De todas ellas, dos pasarán a engrosar los fondos de su Museo y Galería de Arte Russell-Cotes, en Bournemouth, al sur de Inglaterra.
También por estos años, su obra comienza a conocerse mayoritariamente a través de múltiples reproducciones destinadas a la clase media, algo debido sobre todo a la profesionalidad de su marchante, el ya citado Thomas Miller McLean. Sin embargo, por razones de salud, el pintor se ve obligado a retirarse de su incesante actividad artística en enero de 1908.
Etapa italiana (1911-1921)
Tras varios viajes al país en 1910, a mediados de 1911, se traslada «precipitadamente» a Roma, acompañado de «su modelo italiana», algo que su madre, Sarah —junto a su firme determinación de dedicarse a la pintura—, nunca habrá de perdonarle (para Swanson, será este continuo enfrentamiento entre madre e hijo el que adelante su «huida» a Italia).
A diferencia de otros artistas de su generación, invariablemente atraídos por los tesoros renacentistas de Florencia y Venecia, Godward se siente fascinado por la magnificencia clásica de Roma y Nápoles.
Respecto al nombre (o apelativo) de la joven, hay ciertos indicios en el diario del artista William Russell Flint, quien se encuentra en Roma a finales de 1912. Tras elogiar la extrema cortesía de Godward, siempre dispuesto a hacer favores, se refiere a ella como «la modelo romana cuyo "nombre" podría traducirse al inglés como Sweetest Castaway («Dulcísima Náufraga» o «la más Dulce Náufraga»).

Lee Hankey me presentó a J. W. Godward en Roma. Fue extraordinariamente amable y servicial, sabía hacer muy bien su trabajo y no le importó enseñárnoslo. Pintaba doncellas griegas vestidas con sedas vaporosas, para lo que recurría a una joven romana cuyo nombre en inglés significaba Sweetest Castaway.

Esta belleza era una estrella entre las modelos […]
La Dulcísima Náufraga era una recatada muchacha de mandíbula prominente que, sobre todo, sabía sacar el máximo provecho a su vida. Aceptaba cuantos regalos le hacían tanto los pintores viejos como los principiantes para los que posaba. De vuelta del extranjero, vino con un cuantioso botín de muebles y artículos para el hogar. Vivía con su extensa familia (padre, madre y seis hermanos y hermanas) en la única habitación de una casa tan sumamente pequeña que todos dormían —los mayores a lo largo y los pequeños en los laterales— en la misma cama: el inmenso letto matrimoniale de Italia.

Vigilaba atentamente sus pertenencias o, más bien, las guardaba lejos del alcance de su familia colgándolas del techo. Lo colgaba todo: sillas, mesas, un máquina de coser, alfombras y sábanas, cuidadosamente envueltas en papel de periódico engomado para mantener las polillas a raya, y todo tipo de bultos. El efecto debe de haber sido peculiar. Bajo ningún concepto, eran para ser usadas y estropeadas por su familia antes de que se las llevara, en un futuro, a su propia casa.

En Roma, Godward reside y trabaja en la extravagante Villa Stohl-Fern —un original conjunto de estudios para artistas con un amplio jardín repleto de estatuas, frondosa vegetación y exóticas especies salvajes—, fundada en 1879 por el aristócrata alsaciano Alfred Wilhelm Strohl en el espacio de la Villa Borghese.
En un primer momento, descubre allí el refugio perfecto para su espíritu clásico (en 1913, es galardonado con la Medalla de Oro en la Exposición Internacional de Roma por su obra The Belvedere). Se sabe también que, por aquellos años, trabajan en Italia un nutrido grupo de artistas muy afines a sus planteamientos estéticos, entre los que destacan Roberto Bompiani, Luigi Bazzani, Alessandro Pigna, Vincenzo Capobianchi, Erulo Eroli, Casimiro Tomba-Aldini, Domenico Pennacchini, Enrico Nardi, Pietro Gabrini o Emilio Vasari.
Pero a medida que más y más creadores se van sintiendo atraídos por las nuevas tendencias —al tiempo que empeora su delicado estado de salud—, comienza a encontrarse cada vez más aislado.
Enfermo y deprimido, regresa a Londres en mayo o junio de 1921. Para el artista, Roma había perdido su encanto (Ivy Godward, diciembre de 1979).

El señor Godward se fue a vivir a Italia hace diez o más años y no volvió a Inglaterra hasta unos dieciocho meses antes de su fallecimiento.

The Connoisseur (1923, p. 108).

Final (1922)

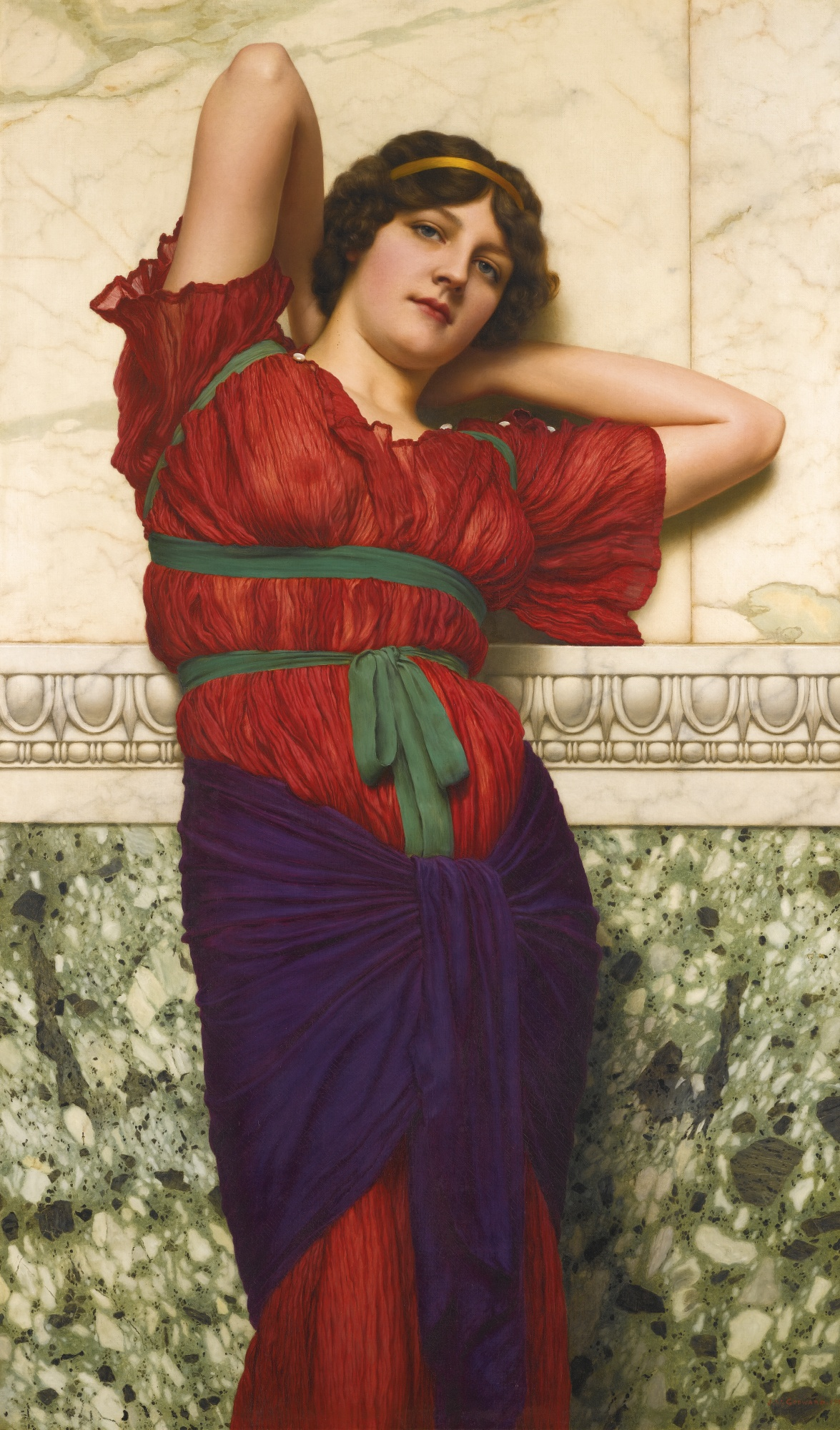
Contemplation. 1922.
127 x 76 cm. Col. particular (probable retrato de Marietta Avico). Según dijo a la Policía, un día antes del suicidio de Godward, este le comunicó que no iba a necesitarla hasta la semana siguiente y que, con sesenta años, se era ya demasiado viejo para seguir viviendo.

Según la Fulham Gazette (15 de diciembre, p. 5), fue su hermano menor (Charles Arthur) quien lo halló muerto la noche del 13 de diciembre de 1922, con la cabeza apoyada sobre un embalaje y la boca conectada al tubo de un hornillo de gas. Había sido visto por última vez esa misma mañana, mientras desayunaba en su estudio de Fulham Road, donde vivía solo. Sobre el caballete, se halló un lienzo, listo para comenzar un nuevo trabajo. Se descubrió también una carta por la que se pudo saber que un marchante del West End le había comprado su último cuadro (Contemplation) el día 1, por un importe de 125 libras. En el reverso del sobre, podía leerse, de su puño y letra, la palabra GAS. Fue enterrado junto a su padre (muerto en 1904) en el Brompton Cemetery, al oeste de Londres.

In Memory of

JOHN WILLIAM GODWARD.

BORN 9. AUGUST 1861.

DIED 12. DECEMBER 1922.

Parece que la última persona que vio a Godward con vida fue una tal Marietta Avico. Declaró haberlo conocido tras su vuelta de Italia, en la primavera de 1921, y pudo ser la modelo que aparece en algunas de las obras finales del pintor.

## Método de trabajo
Se conocen muy pocos bocetos de Godward, lo que, a la vez que dificulta el estudio de su método de trabajo, refuerza la hipótesis de que el artista llevaba a cabo sus composiciones sin necesidad de apuntes previos, trazando sobre el propio soporte (generalmente lienzo) las líneas principales del cuadro.
Tampoco los escasos estudios preparatorios que se conservan en la actualidad presentan diferencias sustanciales con las correspondientes obras terminadas, tratándose en la mayoría de los casos de auténticas primeras versiones a escala (entre 1:6 y 1:8) de las piezas definitivas (solo a veces se observa que la figura femenina que se muestra desnuda en el boceto aparece cubierta en la obra final —Preparing for the Bath, 1900—; en otras ocasiones, es en el primero donde se encuentra vestida y sin ropa en la última —In the Tepidarium, 1913—).
Los colores, que se mantienen prácticamente inalterados a lo largo de toda su producción, se aplican a base de sucesivas capas transparentes (veladuras) y toques precisos, lo que favorece la extrema nitidez del conjunto.

## Obras de Godward
Debe precisarse que para la elaboración de esta lista se han considerado solo aquellas piezas comúnmente relacionadas por especialistas y/o casas de subastas, cuantificables en torno a unos doscientos noventa cuadros. Su producción completa, pues, podría superar los trescientos.

### Londres (1881-1911)
Años 1880
- Portrait of Mary Perkynton Godward, 1881. Acuarela sobre papel, 11,4 x 8,3 cm. Col. particular.
- Country House in the 18th Century, 1883. Óleo sobre lienzo, 24,8 x 40,6 cm. Col. particular.
- Portrait of Mary Frederica Godward, 1883. Óleo sobre lienzo, 35,6 x 30,5 cm. Col. particular.
- A Yellow Turban, c. 1887.
- Dora, 1887. Óleo sobre lienzo, 30,5 x 25,4 cm. Col. particular.
- Lily Pettigrew, c. 1887. Óleo sobre lienzo, 40,6 x 35,5 cm. Col. particular.
- Poppæa, c. 1887.
- A Classical Beauty in Profile, c. 1888. Óleo sobre lienzo, 63,5 x 51,4 cm. Art Renewal Center, Nueva York,  Estados Unidos.
- Rêverie, 1888. Óleo sobre tabla, 15,9 x 23,5 cm. Col. particular.
- Grecian Reverie, 1889. Óleo sobre lienzo, 61 x 35,6 cm. Col. particular.
- His Birthday Gift, 1889. Óleo sobre lienzo, 50,8 x 25,5 cm. Col. particular.
- Ianthe, 1889. Óleo sobre lienzo, 64 x 29,5 cm. Col. particular.
- Ophelia, 1889. Óleo sobre tabla, 22,2 x 17,8 cm. Col. particular.
- Sewing Girl on a Tiger Skin, 1889. Óleo sobre lienzo, 46 x 77 cm. Col. particular.
- The Broken Vase, 1889. Óleo sobre lienzo, 40,6 x 20,3 cm. Col. particular.
- Waiting for an Answer, 1889. Óleo sobre lienzo, 61 x 35,5 cm. Col. particular.

Años 1890
- A Priestess of Bacchus, 1890. Óleo sobre lienzo, 29 x 45 cm. Col. particular.
- An Idle Hour, 1890. Óleo sobre tabla. Col. particular.
- Flowers of Venus, 1890. Óleo sobre lienzo, 59,8 x 21 cm. Col. particular.
- Knuckle Bones, 1890. Óleo sobre lienzo, 35 x 64,7 cm. Col. particular.
- Looking Seaward, 1890. Óleo sobre lienzo, 33 x 22,5 cm. Col. particular.
- Pompeian Girl, c. 1890. Óleo sobre lienzo, 61 x 35,6 cm. Col. particular.
- Revêrie, 1890 (estudio). Óleo sobre lienzo, 25,5 x 23 cm. Col. particular.
- Waiting for the Procession, 1890. Óleo sobre lienzo, 107,3 x 71,1 cm. Col. particular.
- A Pompeian Bath, 1891. Óleo sobre lienzo, 57 x 26 cm. Col. particular.
- A Pompeian Lady, 1891. Óleo sobre lienzo, 76,2 x 46 cm. Col. particular.
- Innocent Amusement, 1891. Óleo sobre lienzo, 76 x 45 cm. Col. particular.
- Memories, 1891. Óleo sobre lienzo, 96,4 x 68,5 cm. Broken Hill Regional Art Gallery,  Australia.
- Playtime, 1891. Óleo sobre lienzo, 51 x 41 cm. Col. particular.
- The Engagement Ring, c. 1891. Óleo sobre lienzo, 50,7 x 28 cm. Col. particular.
- The Sweet Siesta of a Summer's Day, 1891. Óleo sobre lienzo,
40,6 x 50,8 cm. Col. particular.
- A Classical Beauty, 1892. Óleo sobre lienzo, 68 x 53,4 cm. Col. particular
- At the Garden Shrine (Pompeii), 1892. Óleo sobre lienzo, 64 x 26 cm. Col. particular.
- Atalanta, 1892. Óleo sobre lienzo, 51,435 x 41,91 cm. Col. particular.
- Clymene, 1892. Óleo sobre lienzo, 24,8 x 17,2 cm. Col. particular.
- Far Away Thoughts, 1892. Óleo sobre lienzo, 44,5 x 44,5 cm. Col. particular.
- In Expectation, 1892. Óleo sobre lienzo, 38 x 20,5 cm. Col. particular.
- Leaning on the Balcony, 1892. Óleo sobre lienzo, 40,5 x 20,5 cm. Col. particular.
- Rêverie, 1892. Óleo sobre lienzo, 45,7 x 40,6 cm. Col. particular.
- The Betrothed, 1892. Óleo sobre lienzo, 43 x 83 cm. Col. particular.
- The Playground, 1892. Óleo sobre lienzo, 50,8 x 127 cm. Col. particular.
- With Violets Wreathed and Robe of Saffron Hue, 1892.
- A Mouse in the Work Βasket, 1893. Óleo sobre lienzo, 64 x 25,4 cm.
- A Priestess, 1893. Óleo sobre lienzo, 159,4 x 71,4 cm. Art Renewal Center, Nueva York,  Estados Unidos.
- At the fountain, 1893. Óleo sobre lienzo. Col. particular.
- Endymion, 1893. Óleo sobre lienzo, 62,5 x 102,7 cm. Col. particular.
- Liegende, 1893. Óleo sobre lienzo. Col. particular.
- Reclining Girl, 1893. Óleo sobre lienzo. Wallraf-Richartz-Museum & Fondation Corboud,  Alemania.
- Reflections, 1893. Col. particular.
- Yes or No?, 1893. Óleo sobre lienzo, 153 x 84,5 cm. Hessisches Landesmuseum Darmstadt,  Alemania.
- A Priestess, 1894. Óleo sobre lienzo, 219,7 x 97,8 cm. Col. particular.
- Beauty in a Marble Room, 1894. Óleo sobre lienzo, 127 x 50,8 cm. Col. particular.
- The Tiff, 1894. Fotograbado parcialmente en color. Metropolitan Museum of Art,  Estados Unidos.
- A Lady, 1895. Óleo sobre lienzo, 55,9 x 43,2 cm. Kelvingrove Art Gallery and Museum,  Reino Unido.
- A Pompeian Lady, 1895. Óleo sobre tabla, 31,2 x 16,1 cm. Col. particular.
- A Priestess, 1895. Óleo sobre tabla, 31,2 x 16,1 cm. Col. particular.
- An Auburn Beauty, 1895. Óleo sobre lienzo, 34,4 x 30 cm. Col. particular.
- Erato at her Lyre, 1895. Óleo sobre lienzo, 82,6 x 73 cm. Art Renewal Center, Nueva York,  Estados Unidos.
- Idle Moments, 1895. Óleo sobre lienzo, 50,8 x 50,8 cm. Col. particular.
- Mischief and Repose, 1895. Óleo sobre lienzo, 60,6 x 133 cm. The Getty Center,  Estados Unidos.
- The Flower Girl (Repose), 1895. Óleo sobre lienzo, 25,4 x 33 cm. Col. particular.
- The Siesta, 1895. Óleo sobre lienzo, 30,5 x 35 cm. Col. particular.
- A Flower Seller, 1896. Óleo sobre lienzo, 121,92 x 92,08 cm. Col. particular.
- Campaspe, a. 1896 (estudio). Óleo sobre lienzo, 36,2 x 19,3 cm. Art Renewal Center, Nueva York,  Estados Unidos.
- Campaspe, 1896. Óleo sobre lienzo, 223,3 x 114,1 cm. Col. particular.
- He Loves me, He Loves me not, 1896. Óleo sobre lienzo, 81,2 x 45 cm. Col. particular.
- Head of a Girl (The Priestess), 1896. Óleo sobre lienzo, 34,2 x 29,2 cm. Col. particular.
- Ione, c. 1896-1898. Óleo sobre lienzo, 127,5 x 89,4 cm. Col. particular.
- An Italian Beauty, 1897. Óleo sobre lienzo, 45,7 x 40,6 cm. Col. particular.
- Dolce far niente, 1897. Óleo sobre lienzo, 77,4 x 127 cm. Col. particular.
- Summer Day, 1897. Óleo sobre lienzo, 55,6 x 45,4 cm.
- Venus Binding her Hair, 1897. Óleo sobre lienzo, 228,3 x 113,6 cm. Col. particular.
- A Persian Princess, 1898. Óleo sobre lienzo, 45,5 x 40,5 cm. Col. particular.
- At the Gate of the Temple, 1898. Óleo sobre lienzo, 161,6 x 71,1 cm. Col. particular.
- Eighty and Eighteen, 1898. Óleo sobre lienzo, 38 x 81 cm. Col. particular.
- Ethel, 1898. Óleo sobre lienzo, 49,5 x 42 cm. Museo y Galería de Arte Russell-Cotes,  Reino Unido.
- Going to the Well, 1898. Óleo sobre lienzo, 63,5 x 27,9 cm. Col. particular.
- Idle Thoughts, 1898. Óleo sobre lienzo, 50,9 x 30,5 cm. Leicester Museum and Art Gallery, Reino Unido.
- Melissa, 1898. Óleo sobre lienzo, 36 x 31 cm. Col. particular.
- On the Balcony, 1898. Óleo sobre lienzo, 50,5 x 76 cm. Manchester Art Gallery,  Reino Unido.
- Study of Miss Ethel Warwick, 1898. Óleo sobre lienzo, 60 x 50 cm.
- The Ring, 1898. Óleo sobre lienzo, 127 x 89 cm. Col. Gavin Graham Galleries, Londres,  Reino Unido.
- A Fair Reflection, 1899. Óleo sobre lienzo, 76,2 x 38,1 cm. Col. particular.
- Study of a Gerl's Head, 1899. Óleo sobre lienzo, 45,7 x 40,6 cm. Col. particular.
- The Bοuquet, 1899. Óleo sobre lienzo, 75,7 x 50,4 cm. Col. particular.
- The Delphic Oracle, 1899. Óleo sobre lienzo, 228 x 114 cm. Fine Art Society, Londres,  Reino Unido.
- The Fish Pond, 1899. Óleo sobre lienzo, 49,5 x 87,5 cm. Bury Art Museum,  Reino Unido.
- The Letter (A Classical Maiden), 1899. Óleo sobre lienzo, 57 x 57 cm.
- The Mirror, 1899. Óleo sobre lienzo, 80,6 x 37,5 cm. Col. particular.
- The Signal, 1899. Óleo sobre lienzo, 66,04 x 45,72 cm. The Getty Center,  Estados Unidos.

Años 1900
- A Winter's Morning, 1900. Óleo sobre lienzo, 111,7 x 61,6 cm. Col. particular.
- Autumn, 1900. Óleo sobre lienzo, 101,5 x 58,5 cm. Col. particular.
- Expectation, 1900. Óleo sobre lienzo, 46 x 91,5 cm. Manchester Art Gallery,  Reino Unido.
- Idleness, 1900. Óleo sobre lienzo, 99,1 x 58,4 cm. Col. particular.
- Preparing for the Bath, c. 1900 (estudio).
- Preparing for the Bath, 1900. Óleo sobre lienzo, 161 x 77 cm. Col. particular.
- The Jewel Casket, 1900. Óleo sobre lienzo, 80,5 x 60,5 cm. Col. particular.
- The Toilet, 1900.
- A Classical Beauty, 1901. Óleo sobre lienzo, Ø 68,5 cm. Col. particular.
- A Pompeian Lady, 1901. Óleo sobre lienzo, 61 x 51 cm. Col. particular.
- An Enticing Read, c. 1901. Óleo sobre tabla, 45,7 x 60,9 cm.
- At the Garden Door, 1901. Óleo sobre lienzo, 60,96 x 30,48 cm. Col. particular.
- Chloris, 1901.
- Girl in Yellow Drapery, 1901. Óleo sobre lienzo, 30,5 x 61 cm. Col. particular.
- Idle Hours, 1901. Col. particular.
- Sweet Dreams, 1901. Óleo sobre lienzo, 99 x 58,5 cm. Col. particular.
- The Favourite, 1901. Óleo sobre lienzo, 59,5 x 72,5 cm. Col. particular.
- The Seamstress, 1901. Óleo sobre lienzo, 101,6 x 61 cm. Col. particular.
- The Tease, 1901.
- Venus at the Bath, 1901. Óleo sobre lienzo, 172,1 x 61 cm. Art Renewal Center, Nueva York,  Estados Unidos.
- Youth and Time, 1901. Óleo sobre lienzo. Col. particular.
- An Italian Girl's Head, 1902. Óleo sobre lienzo, 49 x 41,5 cm. Museo y Galería de Arte Russell-Cotes,  Reino Unido.
- Chloris (A Summer Rose), 1902. Óleo sobre lienzo, Ø 50,8 cm. Col. Fred & Sherry Ross,  Estados Unidos.
- Head of a Girl (Atalanta), 1902. Óleo sobre lienzo, 45,5 x 40,5 cm. Col. particular.
- Ionian Dancing Girl, 1902. Óleo sobre lienzo, 137,1 x 83,8 cm. Col. William O. Brisben,  Estados Unidos.
- When the Heart is Young, 1902. 20,24 x 39,76 cm. Col. particular.
- With Violets Wreathed and Robe of Saffron Hue, 1902. Óleo sobre lienzo, 69 x 54 cm. Col. particular.
- Young Girl Picking Grapes, 1902. Óleo sobre lienzo, 82 x 45,7 cm. Col. particular.
- After the Bath (Phyrrha after her Bath), 1903 (estudio). Óleo sobre tabla, 29,2 x 13,9 cm. Col. Pérez Simón,  México.
- Amaryllis (Poppæa Sabina; Il dolce far niente), 1903. Óleo sobre lienzo, 45,7 x 61 cm. Col. particular.
- Contemplation, 1903. Óleo sobre lienzo, Ø 53,3 cm. Col. particular.
- Summer Flowers, 1903. Óleo sobre lienzo, 45,1 x 41 cm. Col. particular.
- The Old Story, 1903. Óleo sobre lienzo, 130,8 x 71,1 cm. Col. particular.
- The Rendez-Vous, 1903. Óleo sobre lienzo, 76 x 51 cm. Col. particular.
- A Pompeian Garden, 1904. Óleo sobre lienzo, 61,2 x 76,5 cm. Col. particular.
- A Pompeian Lady, 1904. Óleo sobre lienzo, Ø 61 cm. Col. particular.
- Dolce far niente (A Pompeian Fishpond), 1904. Óleo sobre lienzo. 50,8 x 76,2 cm. Col. particular.
- In the Days of Sappho (Revêrie), 1904. Óleo sobre lienzo, 58,5 x 73,5 cm. Getty Villa,  Estados Unidos.
- On the Terrace, 1904. Óleo sobre lienzo, 37,2 x 75,5 cm. National Trust for Scotland,  Reino Unido.
- The Old Story, 1904. Óleo sobre lienzo, 68,58 x 86,36 cm. Col. particular.
- Sur la terrasse, 1904. Óleo sobre lienzo, 56 x 42,5 cm.
- The Melody, c. 1904 (estudio). Óleo sobre lienzo, 12,7 x 21,6 cm. Col. particular.
- The Melody, 1904. Óleo sobre lienzo, 51 x 76 cm. Col. particular.
- A Classical Beauty with a Peacock Fan, c. 1905 (estudio). Óleo sobre tabla, 23 x 15,5 cm. Col. particular.
- A Greek Beauty, 1905. Óleo sobre lienzo, 76 x 38 cm. Col. particular.
- A Roman Matron, 1905. Óleo sobre lienzo, 127 x 83,8 cm. Col. particular.
- Flabellifera, c. 1905 (estudio). Lápiz sobre papel. Col. particular.
- Flabellifera, 1905 (estudio). Óleo sobre tabla, 15 x 11,5 cm. Col. particular.
- Flabellifera, 1905. Óleo sobre lienzo, 71 x 61 cm. Col. particular.
- Jewel Box (A Precious Gift), 1905 (estudio). Óleo sobre tabla, 20 x 10 cm. Col. particular.
- Jewel Box (A Precious Gift), 1905. Óleo sobre lienzo, 137,8 x 68,6 cm. Col. particular.
- Leisure Hours, 1905. Óleo sobre lienzo, 50,8 x 45,7 cm. Col. particular.
- Mischief, 1905. Óleo sobre lienzo, 101,6 x 50,8 cm. Col. particular.
- Outside the Gate of Pompeii, 1905. Óleo sobre lienzo, 71 x 91,5 cm. Col. particular.
- Threading Beads, 1905. Óleo sobre lienzo, 73,66 x 48,26 cm. Col. particular.
- Dolce far niente, 1906. Óleo sobre lienzo, 36,2 x 73,7 cm. Col. particular.
- Drusilla, 1906. Óleo sobre lienzo, 133,5 x 82,5 cm. Col. particular.
- Nerissa, 1906. Óleo sobre lienzo, 152,4 x 82,6 cm. Col. particular.
- The Quiet Pet, 1906. Óleo sobre lienzo, 50,9 x 76,2 cm. Col. Fred & Sherry Ross,  Estados Unidos.
- The Tambourine Girl (Girl Facing the Viewer), 1906. Óleo sobre lienzo, 60,96 x 30,48 cm. Col. particular.
- The Tambourine Girl (Girl Reclining Against Wall), 1906. Óleo sobre lienzo, 114,5 x 76 cm. Col. particular.
- Violets, Sweet Violets, 1906. Óleo sobre lienzo, Ø 92 cm. Col. particular.
- A Fair Reflection, 1907. Óleo sobre lienzo, 76 x 40,5 cm.
- Choosing, 1907. Óleo sobre lienzo, 53,34 x 66,04 cm. Col. particular.
- Grecian Idyll, 1907 (estudio). Óleo sobre tabla. 19 x 10,7 cm. Col. particular.
- Grecian Idyll, 1907. Óleo sobre lienzo. Col. particular.
- Idleness, 1907. Óleo sobre lienzo, 48,26 x 99,06 cm. Col. particular.
- The Love Letter, 1907. Óleo sobre lienzo, Ø 94,9 x 93,9 cm. Col. particular.
- The Trysting Place, 1907. Óleo sobre lienzo, 76,2 x 38,7 cm. Col. particular.
- A Classical Beauty, 1908. Óleo sobre lienzo, 51 x 40,9 cm. Col. particular.
- A Grecian Girl, 1908. Óleo sobre lienzo, Ø 94,6 cm. Col. particular.
- A Classical Lady, 1908. Óleo sobre lienzo, 127,5 x 66,5 cm. Col. particular.
- Atalanta, 1908. Óleo sobre lienzo, 50,8 x 40,6 cm. Col. particular.
- Athenais, 1908. Óleo sobre lienzo, 101 x 61 cm. Col. particular.
- Crytilla, 1908 (estudio). Óleo sobre tabla, 20 x 13 cm. Col. particular.
- Crytilla, 1908. Óleo sobre lienzo, 133,5 x 75 cm. Col. particular.
- Ismenia, 1908. Óleo sobre lienzo, 80 x 65,5 cm. Col. particular.
- Phyleis, 1908. Óleo sobre lienzo, 96,5 x 56 cm. Col. particular.
- Roman Beauty, 1908. Óleo sobre lienzo, 50 x 40 cm. Col. particular.
- A Classical Beauty, 1909. Óleo sobre lienzo, 35,6 x 30,5 cm. Col. particular.
- A Classical Beauty, 1909. Óleo sobre lienzo, 50,8 x 40,6 cm. Col. particular.
- A Grecian Lovely, 1909. Óleo sobre lienzo, 50,8 x 40,6 cm. Col. particular.
- An Arcadian Beauty, 1909. Óleo sobre lienzo, 35,6 x 30,5 cm. Col. particular.
- At the Thermae, 1909. Óleo sobre lienzo, 76,8 x 38,1 cm. Col. Μartin R. Davies,  Estados Unidos.
- Bellezza pompeiana, 1909. Óleo sobre lienzo, 51 x 40,5 cm. Col. particular.
- Mischief and Repose, 1909. Óleo sobre lienzo, 38,4 x 76,9 cm. Col. particular.
- Summer Idleness (Day Dreams), 1909. 92 x 111,7 cm. Col. particular.
- Tympanistria, 1909. Óleo sobre lienzo, 127,6 x 84,5 cm. Col. particular.

Años 1910
- A Cool Retreat, 1910. Óleo sobre lienzo, 51,2 x 76 cm. Col. particular.
- Carina, 1910. Óleo sobre lienzo, 49,5 x 38,9 cm. Col. particular.[14]
- Lassitude, 1910. Óleo sobre lienzo, 105,5 x 60 cm. Col. particular.
- Memories, 1910. Óleo sobre lienzo, 125,1 x 75,6 cm. Col. particular.
- Noonday Rest, 1910. Óleo sobre lienzo, 40 x 80,1 cm. Col. particular.
- Revêrie, 1910. Óleo sobre lienzo, Ø 100,4 cm. Col. particular.
- Sappho, 1910. Óleo sobre lienzo. Col. particular.
- A Grecian Beauty, 1911. Óleo sobre lienzo, 50,8 x 40,6 cm.
- Far Away Thoughts, 1911. Óleo sobre lienzo, Ø 100,3 cm. Col. particular.
- In Realms of Fancy, 1911. Óleo sobre lienzo, Ø 39 cm. Col. particular.
- On the Balcony, 1911. Óleo sobre lienzo, 81 x 41 cm. Col. particular.
- Perilla, 1911. Óleo sobre lienzo, 40 x 50,2 cm. Col. particular.
- Portrait of a Young Woman, 1911. Óleo sobre lienzo, 50,2 x 40 cm. Col. particular.

### Roma (1912-1920)
Años 1910

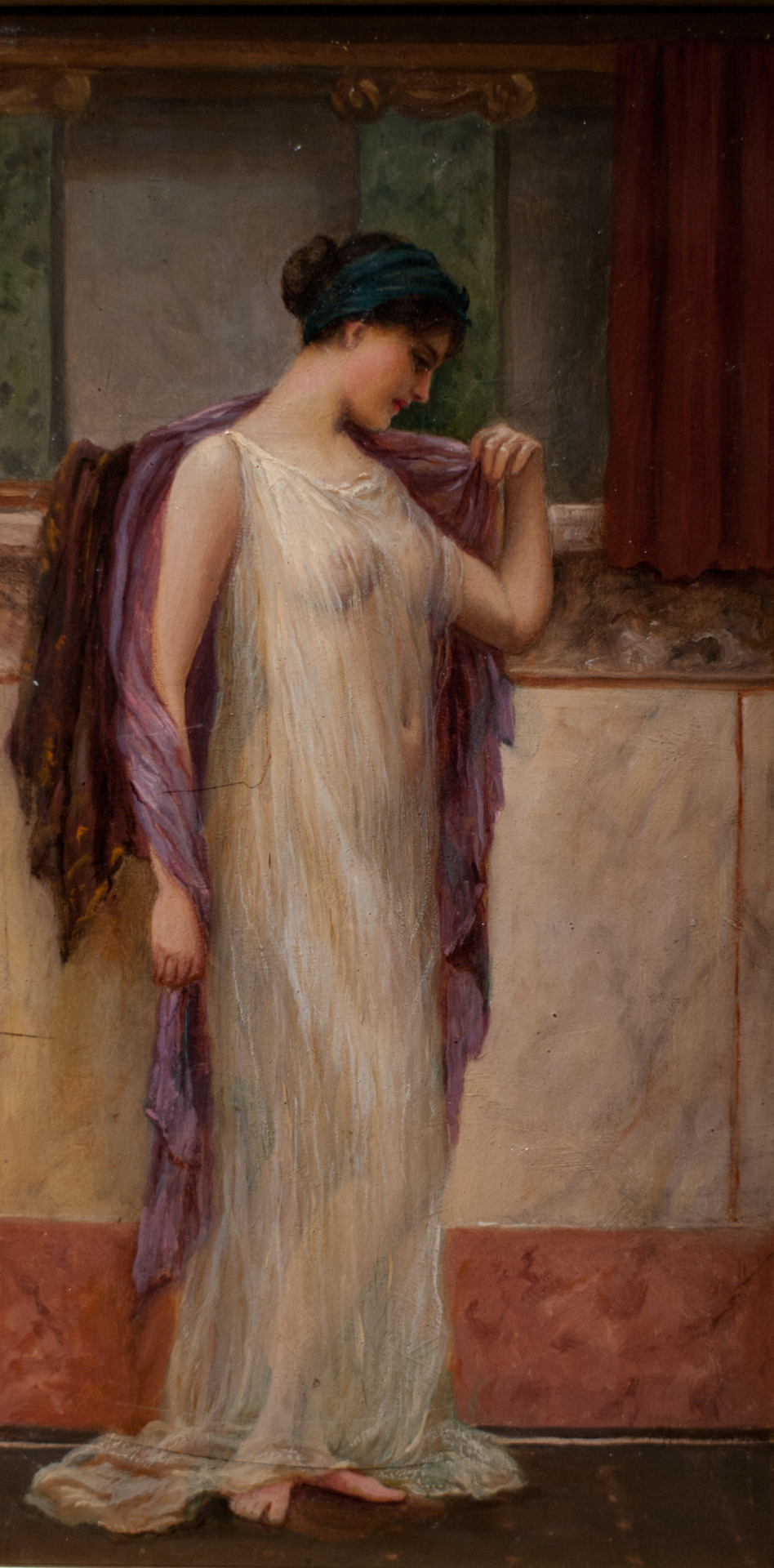
In the Tepidarium, c. 1913 (estudio). 29,3 x 15,4 cm. Col. Pérez Simón, México.

- A Roman Beauty, 1912. Óleo sobre lienzo, 50,5 x 40 cm. Col. particular.
- A Tryst, 1912. Óleo sobre lienzo, 127 x 78,8 cm. Col. particular.
- Absence Makes the Heart Grow Fonder, 1912. Óleo sobre lienzo, 130 x 79 cm. Col. particular.
- An Offering to Venus, 1912. Óleo sobre lienzo, 77,5 x 38,7 cm. Col. particular.
- Blossoming Red Almond, c. 1912. Óleo sobre tabla, 31,7 x 40 cm. Col. Vern & Judy Swanson, Springville (Utah),  Estados Unidos.
- By the Wayside, 1912. Óleo sobre lienzo, 125 x 83 cm. Col. particular.
- Corilla, 1912. Óleo sobre lienzo, Ø 96,5 cm. Col. particular.
- Poppies, 1912. Óleo sobre tabla, 11,4 × 39,4 cm. Col. particular.
- Revêrie, 1912. Óleo sobre lienzo, 127 x 76,2 cm. Col. particular.
- Sabinella, 1912. Óleo sobre lienzo, 50,1 x 40 cm. Col. particular.
- Still Life of Grapes and Figs, 1912. Óleo sobre lienzo, 12,7 x 21,5 cm. Col. particular.
- The Last Bunch, 1912. Óleo sobre lienzo, Ø 99 cm. Col. particular.
- The Peacock Fan, 1912. Óleo sobre lienzo, 80 x 38,4 cm. Col. particular.
- Woman with Stone Lion, c. 1912. Óleo sobre tabla, 20,96 x 15,88 cm. Col. particular.
- A Classical Beauty (Cleonice), 1913. Óleo sobre lienzo. 50,2 x 40 cm. Col. Fred & Sherry Ross,  Estados Unidos.
- Coast of Capri, 1913. Óleo sobre lienzo, 20,2 x 40,6 cm. Col. particular.
- Darning Day, 1913. Óleo sobre lienzo, 59,4 x 80 cm. Col. particular.
- Dorilla, 1913. Óleo sobre lienzo, 49,8 x 40 cm. Col. particular.
- Expectancy, 1913. Óleo sobre lienzo, Ø 99,1 cm. Col. particular.
- Golden Hours, 1913. Óleo sobre lienzo, Ø 99,1 cm. Col. particular.
- In the Tepidarium, c. 1913 (estudio). Óleo sobre tabla. 29,3 x 15,4 cm. Col. Pérez Simón,  México.
- In the Tepidarium, 1913. Óleo sobre lienzo, 98,5 x 48,5 cm. Col. particular.
- La pensierosa (The Thinker), 1913. Óleo sobre lienzo, 99 x 51 cm. Col. particular.
- Le billet doux (The Love Letter), 1913. Óleo sobre lienzo, 80 x 39,8 cm. Col. Edward B. Frankel,  Estados Unidos.
- Palmira, 1913. Óleo sobre lienzo, 50,8 x 40,64 cm. Col. particular.
- Punta Campanelle from Capri, c. 1913. Óleo sobre tabla, 27,9 x 36,8 cm. Col. particular.
- Sea and Clouds at Capri, 1913. Óleo sobre lienzo, 12,7 x 21,6 cm. Col. particular.
- Seascape with Rock, 1913. Óleo sobre lienzo, 13,3 x 22,2 cm. Col. particular.
- The Belvedere, 1913. Óleo sobre lienzo, 87,8 x 59,8 cm. Col. particular.
- Three Peaches on a Brown Table, 1913. Óleo sobre lienzo, 12,7 x 21,5 cm. Col. particular.
- A Classical Beauty in Profile, 1914. Óleo sobre tabla, 29,21 x 20,32 cm.
- A Garland Seller, 1914. Óleo sobre lienzo, Ø 77,5 cm.
- A Roman Beauty, 1914. Óleo sobre tabla, 29,21 x 20,32 cm. Col. particular.
- Cassotis, 1914. Óleo sobre lienzo, 49,5 x 40,5 cm. Col. particular.
- Stesicrate, 1914. Óleo sobre lienzo, 50,1 x 40 cm. Col. particular.
- The Necklace, 1914. Óleo sobre lienzo, 50,165 x 34,29 cm. Dahesh Museum of Art,  Estados Unidos.
- The New Perfume, 1914. Óleo sobre lienzo, 102 x 51 cm. Col. particular.
- Tranquility, 1914. Óleo sobre lienzo, 50,8 x 81,3 cm. Col. particular.
- A Congenial Task, 1915. Óleo sobre lienzo, Ø 77 cm. Col. particular.
- A Fair Reflection, 1915. Óleo sobre lienzo, 116,84 x 80,01 cm. Col. particular.
- An Amateur, 1915. Óleo sobre lienzo, 61 x 76 cm. Col. particular.
- Androclea, 1915. Óleo sobre lienzo, Ø 50 cm. Col. particular.
- Byrsina, 1915. Óleo sobre lienzo, Ø 49,5 cm.
- In the Grove of the Temple of Isis, 1915. Óleo sobre lienzo, 80 x 40 cm. Col. particular.
- In the Prime of the Summer Time, 1915. Óleo sobre lienzo. Col. particular.
- Myrhinna, 1915. Óleo sobre lienzo, 40,6 × 45,7 cm. Col. particular.
- The Loosened Lace, 1915. Óleo sobre lienzo, 80 x 39,3 cm. Col. particular.
- A Pompeian Lady, 1916. Óleo sobre lienzo, 92,71 x 46,36 cm. Col. particular.
- Ancient Pastimes, 1916. Óleo sobre lienzo, 99,7 x 50,8 cm. Col. particular.
- By the Ionian Sea, 1916. Óleo sobre lienzo, 80 x 40,7 cm. Col. particular.
- Lesbia with her Sparrow, 1916. Óleo sobre lienzo, 99 x 49,5 cm. Col. particular.
- Rich Gifts Wax Poor (When Lovers Prove Unkind), 1916. Óleo sobre lienzo, 78,8 x 38,7 cm. Col. particular.
- Soft Falls the Eventide, 1916. Óleo sobre lienzo, 101,6 x 51,1 cm. Col. particular.
- The Time of Roses, 1916. Óleo sobre lienzo, Ø 76,2 cm. Col. particular.
- A Lily Pond, 1917. Óleo sobre lienzo, 61 x 81,3 cm. Col. particular.
- A Stitch is Free, 1917. Óleo sobre lienzo. Col. particular.
- Lucilia, 1917. Óleo sobre lienzo, 48,26 x 49,53 cm. Col. particular.
- Tender Thoughts, 1917. Óleo sobre lienzo, 80,3 x 40 cm. Col. particular.
- The Answer, 1917. Óleo sobre lienzo, Ø 76,2 cm. Col. particular.
- The Fruit Vendor, 1917. Óleo sobre lienzo, 50,8 x 100,3 cm. Col. particular.
- Under the Blossom that Hangs on the Bough, 1917. Óleo sobre lienzo, 61 x 81,3 cm. Col. particular.
- A Choice Blossom, 1918. Acuarela sobre papel, 25,5 x 15 cm. Col. particular.
- A Fond Farewell, 1918. Acuarela sobre papel, 23,9 x 18 cm. Col. particular.
- A Signal, 1918. Óleo sobre lienzo, 80,6 x 61 cm. Col. particular.[15]
- Distant Thoughts, 1918. Óleo sobre lienzo, Ø 21 cm. Col. particular.
- Looking out to Sea, 1918. Acuarela sobre papel, 24,5 x 14 cm. Col. particular.
- Lycinna, 1918. Óleo sobre lienzo, 40 x 51 cm. Col. particular.
- On the Terrace, 1918. Óleo sobre lienzo, Ø 21 cm. Col. particular.
- Song Without Words, 1918. Óleo sobre lienzo, 59 x 80 cm. Col. particular.
- Tender Thoughts, 1918. Acuarela y lápiz sobre papel, 24,8 x 12,1 cm. Col. particular.
- A Cool Retreat, 1919. Óleo sobre lienzo, 53,34 x 101,6 cm. Col. particular.
- Cestilia, 1919. Óleo sobre lienzo, 81,28 x 40,64 cm. Col. particular.
- In Pensive Mood, 1919. Óleo sobre lienzo, 125,4 x 73,3 cm. Col. particular.
- Song Without Words, 1919. Óleo sobre lienzo, 28,2 x 22,6 cm. Col. particular.

Años 1920
- A Favourite Poet, 1920. Óleo sobre lienzo, 58 x 78 cm. Wigan Arts and Heritage Service,  Reino Unido.
- A Souvenir, 1920. Óleo sobre lienzo, 89 x 120 cm. Col. particular.
- At the Window, 1920. Óleo sobre lienzo, 80,3 x 40,3 cm. Col. particular.
- Eurypyle, 1920. Óleo sobre lienzo, 124,5 x 75 cm. Col. particular.
- Matrona superba, 1920. Óleo sobre lienzo, 129,5 x 82,5 cm. Col. particular.
- The Day Dream, 1920. Óleo sobre lienzo, 51 x 100 x 39,5 cm. Col. particular.

### Londres (1921-1922)
- Megilla, 1921. Óleo sobre lienzo, 49,5 x 39,4 cm. Col. particular.
- Contemplation, 1922. Óleo sobre lienzo, 127 x 76 cm. Col. particular.
- Nude on the Beach, 1922 (estudio). Óleo sobre tabla, 21,5 x 40 cm. Col. particular.
- Praxilla, 1922. Óleo sobre lienzo, 45,7 x 35,6 cm. Col. particular.

### Sin fecha
- A Beauty. Óleo sobre lienzo, 51 x 40,5 cm. Col. particular.
- A Classical Beauty. Óleo sobre lienzo, 53,3 x 46,2 cm. Col. particular.
- A Classical Beauty. Óleo sobre tabla, 18,4 x 10,3 cm.
- A Classical Beauty (Far Away Thoughts). Óleo sobre lienzo, 50,5 x 40,5 cm. Col. particular.
- A Grecian Beauty. Óleo sobre tabla, 21 x 12 cm. Col. particular.
- A Pompeian Lady. Óleo sobre lienzo, 97 x 71 cm.
- A Red Rose. Óleo sobre lienzo. Col. particular.
- Der Tanz. Óleo sobre lienzo, 120 x 52 cm.
- Des Scheiks Tochter. 41,2 x 31,8 cm.
- Giotto Drawing from Nature. Óleo sobre lienzo, 72,4 x 91,5 cm.
- Girl in a Peach Dress. Col. particular.
- Ianthe. Col. particular.
- Nude Study. Óleo sobre lienzo, 95,6 x 45,5 cm. Manchester Art Gallery,  Reino Unido.
- Portrait of a Beauty. Óleo sobre lienzo, 93,98 x 73,66 cm.
- Seated Woman with Stone Lion. Óleo sobre tabla, 21,5 x 17,1 cm.
- Standing Girl in Blouse and Skirt. Óleo sobre tabla, 29,2 x 16,5 cm. Col. particular.
- The Yellow Shawl. Óleo sobre lienzo, 50,8 x 40,6 cm.

## Reconocimiento póstumo

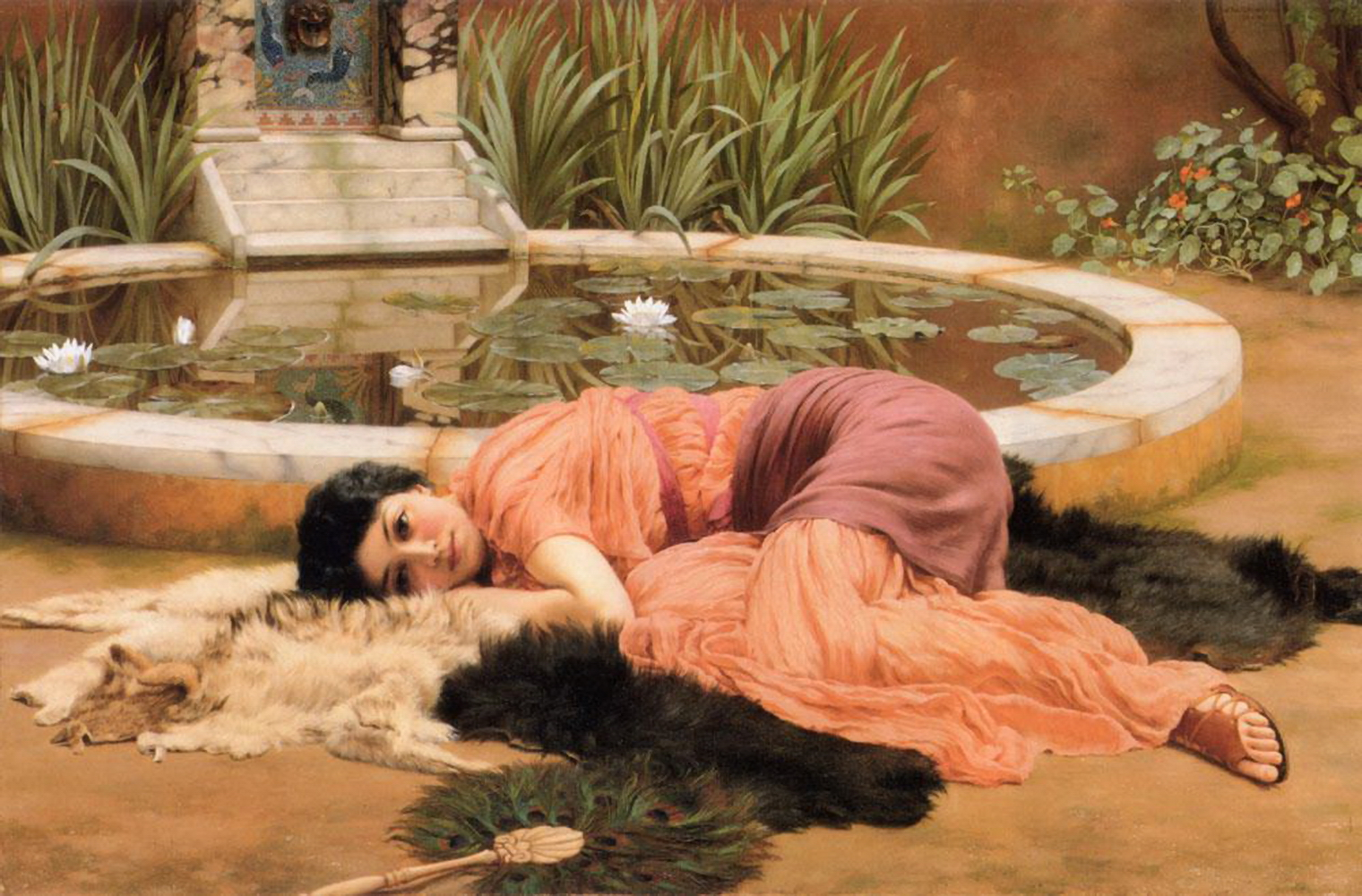
Dolce far niente (A Pompeian Fishpond). 1904.
50,8 x 76,2 cm. Col. particular. En mayo de 2012, la casa Sotheby's de Nueva York vendió el cuadro por un importe final de 1 500 000 dólares.

Quizá la aportación más significativa al redescubrimiento del artista sea la llevada a cabo por la casa de subastas Sotheby's desde mediados de los años 70, a la que contribuirá de forma decisiva la subasta de cuadros de Alma-Tadema llevada a cabo por la propia galería a finales de 1973.
Famosos coleccionistas de Arte como el compositor teatral Andrew Lloyd Webber, la actriz Joan Rivers o el hombre de negocios mexicano de origen español Juan Antonio Pérez Simón poseen obras del artista.
Del 25 de junio al 5 de octubre de 2014, se celebró en el Museo Thyssen-Bornemisza la exposición Alma-Tadema y la pintura victoriana en la Colección Pérez Simón. Incluía la muestra dos pequeños estudios sobre tabla de Godward: After the Bath (1903) e In the Tepidarium (c. 1913). En cualquier caso, se trató de la primera oportunidad que se tenía en España de descubrir la obra de un pintor en particular y un momento artístico, en general, tradicionalmente distanciados de los habituales cauces estéticos del país.
El Museo J. Paul Getty en Malibou conserva tres cuadros de Godward, si bien hay que resaltar que rara vez han sido expuestos.
En 1963, la pequeña pieza A Classical Beauty (1909) fue adquirida por el paramédico Charles Smith por noventa libras, equivalentes en aquel momento al salario semanal de una familia británica de clase media. En la actualidad, su precio rondaría el sueldo de un año.
Desaparecido desde que se vendiera en Harrods por 100 libras de 1957, Summer Idleness fue dado a conocer por una hija de su antigua propietaria en 2012. Su precio de mercado en ese momento podía cuantificarse entre las 150 000 y las 200 000 libras, unos 225 000 dólares.
En mayo de 2012, la casa de subastas Sotheby's de Nueva York vendió la obra A Fair Reflection por un importe aproximado de casi 900 000 libras, es decir, sobre 1 200 000 dólares.
En noviembre de 2013, la misma entidad subastó la versión de 1904 de Dolce far niente (50,8 x 76,2 cm) por un precio final de 1 500 000 dólares.
En 2016, su obra Erato at her Lyre (1895. Óleo sobre lienzo, 82,6 x 73 cm. Col. particular) fue una de las 124 piezas expuestas en el Museo del Palacio de Bellas Artes de Ciudad de México (11 mar.-5 jun.), junto a las de otros artistas como Picasso, John Cage, Vasili Kandinski, Edgar Degas o Alexander Calder.
Godward en la iconografía popular
Publicaciones especializadas aparte, un gran número de sus obras han sido reproducidas en pósteres, cuadernos de notas, puzles, postales o calendarios, tanto en Europa como Estados Unidos.